# Pteronemobius kurtshevae
Pteronemobius kurtshevae är en insektsart som beskrevs av Andrej Vasiljevitj Gorochov 1986. Pteronemobius kurtshevae ingår i släktet Pteronemobius och familjen syrsor. Inga underarter finns listade i Catalogue of Life.